# The Gifted: Graduation
The Gifted: Graduation là bộ phim truyền hình Thái Lan phát sóng năm 2020 và là phần tiếp theo của The Gifted (2018). Gần như toàn bộ dàn diễn viên cũ của phần 1 đều tham gia phần 2. Lấy bối cảnh hai năm sau các sự kiện ở phần 1, các học sinh Gifted vẫn tiếp tục tìm cách hạ gục Hiệu trưởng trường cùng với hệ thống phân loại học sinh do ông lập nên. Có sự góp sức của các học sinh Gifted khóa tiếp theo, liệu họ có thành công hay không.
Bộ phim được đạo diễn bởi Waasuthep Ketpetch, đạo diễn của The Gifted (2018), và sản xuất bởi GMMTV và Parbdee Taweesuk. Đây là một trong 12 dự án phim truyền hình trong năm 2020 được GMMTV công bố trong sự kiện "GMMTV 2020 New & Next" vào ngày 15 tháng 10 năm 2019. Bộ phim được phát sóng vào lúc 20:30 (ICT), Chủ nhật trên GMM 25 và phát lại vào 22:30 (ICT) cùng ngày trên LINE TV, bắt đầu từ ngày 6 tháng 9 năm 2020. Bộ phim kết thúc vào ngày 29 tháng 11 năm 2020.

## Nội dung
Lấy bối cảnh hai năm sau phần 1. Một năm trước, trong khi Hiệu trưởng Supot đang họp với Bộ Giáo dục, một vụ đánh bom đã xảy ra ngay tại phòng họp này. Hung thủ được cho là lớp Gifted khóa 15, vì vậy Bộ đã ra lệnh đóng cửa lớp Gifted. Thế nhưng hung thủ thật sự không phải lớp Gifted mà là một nhóm học sinh khác, và trong trận đánh bom này Namtarn đã bị thương nặng và phải ra nước ngoài điều trị.
Sau khi lấy lại được ký ức, Pang cùng Wave và toàn thể lớp Gifted khóa 15 tiếp tục cuộc chiến chống lại thầy Hiệu trưởng Supot và hệ thống cấp bậc lớp dựa trên điểm số đã gây ra nhiều sự bất công suốt bao năm qua trong trường. Thế nhưng khi kế hoạch đã thành, họ lại vô tình phát hiện ra một bí mật to lớn hơn liên quan đến kế hoạch thật sự của Hiệu trưởng Supot. Cùng sự giúp sức của các học sinh Gifted khóa 16, bao gồm Time, Grace và Third, liệu họ có thành công hay không?

## Diễn viên

### Diễn viên chính

#### Lớp Gifted khoá 15
- Korapat Kirdpan (Nanon) vai Pawaret Sermrittirong (Pang)

Học sinh lớp VIII khối 12 và là học sinh lớp Gifted khóa 15, đồng thời là học sinh Gifted đầu tiên được thăng lớp từ lớp VIII, lớp kém nhất trường. Ở cuối phần 1, Pang đã bị xóa ký ức do kế hoạch lật đổ Hiệu trưởng thất bại, tuy nhiên Wave cùng tập thể lớp Gifted đã lấy lại ký ức cho cậu. Năng lực của Pang là điều khiển người khác làm theo ý muốn của mình thông qua tiếp xúc và cảm nhận nhịp tim. Tuy nhiên, nếu như cảm xúc hoặc tinh thần của cậu không ổn định, năng lực sẽ không có tác dụng.
- Wachirawit Ruangwiwat (Chimon) vai Wasuthorn Worachotmethee (Wave)

Học sinh lớp I khối 12 và là học sinh lớp Gifted khóa 15. Năng lực của Wave là thao túng các thiết bị điện tử thông qua tiếp xúc. Sau thất bại ở phần 1, Wave cùng với lớp Gifted đã thành công khôi phục ký ức cho Pang, và ngoài Pang ra cậu có vai trò rất quan trọng trong kế hoạch chống lại Hiệu trưởng. Mối quan hệ giữa Wave và Pang trong phần 2 có sự chuyển biến vô cùng lớn, từ kẻ thù trở thành bạn thân, và cậu chưa bao giờ bỏ rơi Pang dẫu cho mọi chuyện đã bước đến đường cùng.
- Pattadon Janngeon (Fiat) vai Thanakorn Gorbgoon (Korn)

Học sinh lớp I khối 12 và là học sinh lớp Gifted khóa 15. Korn có thể thức trong nhiều ngày mà không cảm thấy buồn ngủ hay mệt mỏi, và sau này năng lực thực sự của Korn đã được tiết lộ, đó là tự chữa lành cho bản thân trong vòng 24h. Do cảm thấy không bằng lòng vì năng lực của mình và không còn lòng tin vào các bạn cùng lớp Gifted khóa 15 nữa, Korn sa sút tinh thần và trở thành thủ lĩnh nhóm Anti-Gifted, một nhóm kín bao gồm các học sinh của trường Trung học Ritdha sử dụng bạo lực để chống lại Hiệu trưởng và lớp Gifted. Khi thân phận thật của Korn bị lộ, cậu đã sử dụng virus Nyx-88 và tự tử nhưng không thành do năng lực của mình. Sau này, cậu trở thành người đầu tiên được chữa khỏi Nyx-88 hoàn toàn bằng cỗ máy do Punn chế tạo, đồng thời cũng từ bỏ năng lực của mình.
- Ramida Jiranorraphat (Jane) vai Irin Jaratpun (Claire)

Học sinh lớp I khối 12 và là học sinh lớp Gifted khóa 15. Năng lực của Claire là nhìn thấy được các màu sắc được tỏa ra từ một người và mỗi màu sắc đó tương ứng với các loại cảm xúc khác nhau. Năng lực này đã được phát triển khiến cô có thể biết được nguyên nhân hoặc chi tiết cảm xúc của người khác, nhờ đó cô đã phát hiện ra Korn là thủ lĩnh nhóm Anti-Gifted và đã cố khuyên can Korn nhưng không thành.
- Atthaphan Phunsawat (Gun) vai Punn Taweesilp

Học sinh lớp I khối 12 và là học sinh lớp Gifted khóa 15. Năng lực của Punn là sao chép và sử dụng thành thạo các kiến thức và kỹ năng thông qua xem hoặc nghiên cứu về nó. Năng lực này đã được phát triển, giúp cho cậu có thể sao chép và sử dụng thành thạo cả những năng lực của các học sinh Gifted khác.
- Napasorn Weerayuttvilai (Puimek) vai Patchamon Pitiwongkorn (Mon)

Học sinh lớp II khối 12 và là học sinh lớp Gifted khóa 15. Mon có năng lực khiến cô trở nên nhanh nhẹn, khéo léo và phối hợp ăn ý. Tuy nhiên, cơ thể cô lại tiết ra pheromone thông qua các chất bài tiết (ví dụ như mồ hôi và nước mắt) và có thể khiến cho người tiếp xúc với nó trở nên điên loạn và hung hăng.
- Harit Cheewagaroon (Sing) vai Wichai Sai-Ngern (Ohm)

Học sinh lớp II khối 12 và là học sinh lớp Gifted khóa 15. Năng lực của Ohm là khiến cho một vật hoặc một người biến mất rồi đưa chúng trở lại bằng ý chí. Năng lực này đã được phát triển, giúp cậu có thể tàng hình trong một khoảng thời gian nhất định.
- Chayapol Jutamas (AJ) vai Chanuj Saeliu (Jack) và Chayakorn Jutamas (JJ) vai Chanet Saeliu (Joe)

Hai học sinh sinh đôi của lớp III khối 12 và là học sinh lớp Gifted khóa 15. Jack và Joe có năng lực đồng bộ, nếu người này cảm nhận được gì người kia cũng sẽ cảm nhận được y như vậy.

#### Lớp Gifted khoá 16
- Nattawat Finkler (Patrick) vai Tharm Thamrongsawat (Time)

Học sinh lớp I khối 10 và là học sinh lớp Gifted khóa 16. Cậu nhập học vào trường Ritdha vì muốn được gia nhập lớp Gifted và là người khởi xướng chiến dịch mở lại lớp Gifted đã bị đóng cửa do sự cố một năm trước. Khi lẻn vào nơi lớp Gifted khóa 15 đang họp, cậu vô tình nghe được sóng âm kích hoạt năng lực mà Wave mở và trở thành học sinh Gifted không chính thức. Time được lớp Gifted khóa 15 huấn luyện nhằm tìm ra năng lực, đó là khả năng định vị một vật hoặc một người nhưng với điều kiện là vật hoặc người và địa điểm tìm kiếm phải quen thuộc, nếu không thì cậu phải sử dụng bản đồ. Tác dụng phụ của năng lực này là cậu sẽ bị đau đầu mỗi khi sử dụng xong.
- Chanikarn Tangkabodee (Prim) vai Natnicha Wongwattana (Grace)
  - Intira Charoenpura vai Grace (trưởng thành)[c]

Học sinh lớp I khối 10 và là học sinh lớp Gifted khóa 16. Grace là người phát hiện ra năng lực muộn nhất trong lớp Gifted khoá 16, đó là liên hệ với chính mình trong tương lai, và năng lực này tính từ giai đoạn thức tỉnh đến khi phát triển hoàn toàn phải mất 10 năm.  Khi phiên bản tương lai chiếm cơ thể của cô, cô sẽ có một vài hành vi tương tự đa nhân cách như có thái độ đặc biệt, có thể làm những việc mà cô không thể làm khi ở trạng thái bình thường và mất trí nhớ. Cô cũng có thể biết trước được tương lai thông qua bản thân trong tương lai, nhờ đó cô có thể tránh được những sự việc trong tương lai và chỉ dẫn hành động của mình trong hiện tại. Tác dụng phụ của năng lực này là mỗi khi sử dụng, cơ thể Grace tương lai sẽ suy yếu nhanh chóng, đồng thời thời gian trở về quá khứ là có hạn và phụ thuộc vào mức độ sẵn sàng của cơ thể Grace quá khứ.
- Phuwin Tangsakyuen vai Thammarong Decharat (Third)

Học sinh lớp I khối 11 và là học sinh lớp Gifted khóa 16. Third là thành viên Ban thanh tra học sinh của trường. Cậu có khả năng đọc suy nghĩ của người khác và nhận được thông tin mong muốn khi đặt một câu hỏi thích hợp.

#### Người lớn
- Wanchana Sawasdee (Bird) vai Hiệu trưởng Supot Chueamanee
  - Tawan Vihokratana (Tay) vai Supot Chueamanee (trẻ)[d]

Hiệu trưởng trường Trung học Ritdha và là người đứng đầu lớp Gifted. Năng lực của Hiệu trưởng Supot cũng giống như Pang nhưng mạnh hơn, vì vậy ông khổng thể sử dụng năng lực với Pang và ngược lại, đồng thời điểm yếu của năng lực của ông cũng giống như Pang. Hiệu trưởng Supot cho rằng, trong xã hội này, kẻ mạnh sẽ dẫn dắt kẻ yếu, quan điểm này được thể hiện rõ qua hệ thống phân cấp lớp học của trường. Ba muơi năm trước, ông cùng bạn mình nghiên cứu về nguồn gốc tiến hóa của năng lực đặc biệt và phát triển sóng âm kích hoạt năng lực. Ông đã dùng năng lực để tẩy não bạn mình khiến cậu ta nghĩ mình là Supot và thông qua câu ta để nhận được sự cho phép của Bộ về việc thành lập lớp Gifted mà không bị Bộ can thiệp quá nhiều. Thí nghiệm của hai người đã thất bại, thế nhưng người bị thí nghiệm, Nate - bạn gái Supot giả mạo - đã bị mắc 1 loại virus lạ trong não, virus này chỉ ảnh hưởng tới người có tế bào Gifted, điều này dẫn đến việc Bộ phát minh ra vũ khí sinh học mang tên Nyx-88.
- Chatchawit Techarukpong (Victor) vai thầy Porama Wongrattana (Pom)

Giáo viên phụ trách lớp Gifted và là cựu học sinh lớp Gifted khóa 3. Thầy Pom có khả năng xóa trí nhớ của người khác bằng cách chạm vào đầu đối tượng (đối tượng phải ở trong trạng thái thôi miên bằng cách kích hoạt máy đếm nhịp và búng tay).
- Manatsanun Panlertwongskul (Donut) vai cô Darin Wattanasin

Phó Giám đốc Học vụ của trường Trung học Ritdha. Darin được Bộ trưởng Bộ Giáo dục Pichet bổ nhiệm vào vị trí này để thực hiện một nhiệm vụ bí mật, bao gồm việc khống chế ông Supot bằng vũ khí sinh học Nyx-88.
- Jirakit Thawornwong (Mek) vai Chanon Taweepong

Bạn cùng khóa với thầy Pom tại lớp Gifted khóa 3 và là học sinh Gifted đầu tiên bị trục xuất khỏi lớp Gifted. Chanon có khả năng tính toán với độ chính xác cao, gắn liền với niềm đam mê thiên văn học của anh. Anh đã đấu tranh chống lại Hiệu trưởng và cố gắng vạch trần tội ác của ông đối với các học sinh bình thường nhưng thất bại khi Hiệu trưởng buộc thầy Pom xóa trí nhớ của anh và đã hồi phục sau 10 năm. Anh đã quyết định không quay trở lại tìm Hiệu trưởng lần nữa vì sợ sẽ bị xóa trí nhớ lần nữa nhưng anh vẫn âm thầm theo dõi thông tin về lớp Gifted thông qua công việc IT của anh tại Bộ Giáo dục.
- Poramet Noi-am vai ông Pichet

Bộ trưởng Bộ Giáo dục mới được bổ nhiệm, người đã chỉ đạo cô Darin về làm Phó Giám đốc Học vụ của trường Trung học Ritdha nhưng thực chất để thực hiện một nhiệm vụ bí mật. Ba mươi năm trước, ông là người đứng đầu Bộ phận Phát triển Nhân sự đặc biệt tối mật của Bộ chuyên theo dõi những người Thái có năng lực đặc biệt để sử dụng họ cho việc phát triển đất nước, đồng thời đảm bảo rằng họ không phải là mối đe doạ đối với an ninh quốc gia. Sau khi biết chuyện Supot và Yuth đã thử nghiệm thất bại trên Nate, ông phát hiện ra rằng não của Nate đã bị nhiễm một loại virus lạ chỉ có tác dụng với những người có năng lực đặc biệt. Ông đã cho người tổng hợp nên loại virus đó, dẫn đến việc tạo ra Nyx-88, loại vũ khí sinh học mà Bộ có thể sử dụng để chống lại những người có năng lực đặc biệt.

### Diễn viên phụ

#### Lớp Gifted khoá 16
- Pheerawit Koolkang (Captain) vai Oh

Học sinh lớp I khối 10, là học sinh lớp Gifted khóa 16 và là một người bạn của Time. Oh có khả năng tăng cường trí nhớ khiến cậu có thể ghi nhớ một lượng lớn thông tin ở dạng đồ hoạ và văn bản
- Kittiphop Sereevichayasawat (Satang) vai Bom

Học sinh lớp I khối 10, là học sinh lớp Gifted khóa 16 và là một người bạn của Time. Bom có khả năng dịch chuyển đồ vật theo ý nghĩ.
- Pichaya Pocharoen (Earth)
- Narabodin Deeboonmee (Winner)
- Dylan Alexander Bryant
- Palita Kitiyodom
- Rawipha Thananphongthon
- Kittiphat Si-bunrueang
- Waraphon Saisin

#### Nhân sự của trường Ritdha
- Ronnakon Sanitpraphatson vai thầy Wisit

Trưởng phòng Hành chính mới của trường Trung học Ritdha, trái ngược hoàn toàn với người tiền nhiệm của ông, cô Ladda, ông ít nghiêm khắc hơn và thay vì tự mình xử lí các học sinh vi phạm thì ông đã lập ra một nhóm gồm 4 thanh tra học sinh (trong đó có Third).
- Dhammarong Sermrittirong (SandOtnim)[e] vai Giáo viên Toán lớp VIII khối 12
- Patha Thongpan (O) vai Giáo viên coi thi lớp I khối 10 trong kỳ thi xếp lớp
- Chittaya Chanphuang vai Giáo viên lớp I khối 10

#### Thanh tra học sinh
- Napolpong Sooksombut
- Tatpong Sermpornwiwat
- Thivara Prasansapakit

#### Nhóm Anti-Gifted
- Siraphat Arun vai Jay

Học sinh lớp V khối 12 và là thành viên nhóm Anti-Gifted. Theo lệnh của Korn, Jay đã lấy trộm ống nghiệm chứa Nyx-88 từ cô Darin.
- Chatchanat Paphawiwattananont
- Sarayut Phruetthawongsiri
- Akkhadet Chuwong

#### Học sinh khối 10
- Nonthakorn Chatchuea (Rossi)
- Norrapat Phonkhit
- Nicole Great Ngeesanthia
- Thanakon Milap

#### Quan chức Bộ Giáo dục
- Kanokphon Ruamtham
- Thongchai Ma-men
- Aekapong Buapung
- Phatraphi Ninlakhun
- Thiti Arakphotchong

### Khách mời
- Poramaporn Jangkamol (June) vai Nate Jiraarpa, hay còn gọi là Kanokpan Rattanadecha (Tập 11)
  - Tipnaree Weerawatnodom (Namtan) vai Nate (trẻ) (Tập 1, 8, 10, 11)

Bạn gái của ông Supot Chueamanee giả mạo và hiện đang là một giáo viên. Ba muơi năm trước, Nate là người tình nguyện thử nghiệm thí nghiệm của Yuth (Supot thật) và Supot giả mạo về sóng âm thanh kích hoạt năng lực trong lúc bị sốt dẫn đến bị tổn thương não không thể chữa trị. Nghiên cứu cho thấy bệnh của cô do một loại enterovirus lạ đã nhiễm vào não rồi bị đột biến (do sóng âm kích hoạt năng lực) để gây ra căn bệnh trên cho những người có năng lực đặc biệt. Virus trong não cô đã được Bộ phận Phát triển Nhân lực Đặc biệt tổng hợp và tạo ra vũ khí sinh học Nyx-88. Sau đó, cô được Supot lén đưa ra khỏi Bộ bằng cách nói rằng cô đã chết và rồi điều trị cho cô khỏi bệnh bằng máy chống Nyx-88 do ông phát minh. Cô bị Supot bắt ép đổi tên thành Kanokpan Rattanadecha và làm giáo viên tại một trường tỉnh để tránh tiếp xúc với Bộ.
- Thanat Lowkhunsombat (Lee) vai Supot Chueamanee giả mạo (Tập 1, 8, 10)

Bạn và là người cùng nghiên cứu với ông Supot 30 năm trước đồng thời là người yêu của Nate. Anh đã bị Supot tẩy não để anh tin rằng mình chính là Supot và có năng lực điều khiển người khác. Anh không hề biết rằng mình đang bị Supot lợi dụng để thành lập lớp Gifted và đạt lòng tham vọng quyền lực mà ít bị Bộ can thiệp hơn. Anh đã bị Supot yêu cầu tự sát sau khi đã biết được âm mưu thực sự của ông ta.
- Apichaya Thongkham (Lilly) vai Chayanit Prachkarit (Namtarn) (Tập 11, 13)

Cựu học sinh trường Trung học Ritdha và từng là học sinh lớp Gifted khoá 15. Namtarn có khả năng nhìn thấy hoặc nghe được các sự kiện trong quá khứ về một vật hay một người thông qua tiếp xúc. Một năm trước, cô từng suýt chết trong vụ đánh bom trong trường Ritdha do nhóm Anti-Gifted gây ra. Do đó, mẹ cô đã đưa cô ra nước ngoài để điều trị và hồi phục. Khi ở nước ngoài, cô vẫn giữ liên lạc với Ohm, người bạn mà cô chơi thân nhất từ năm 2018.

## Các tập phát sóng
| TT. | Tiêu đề  | Ngày phát sóng gốc   |
| --- | -------- | -------------------- |
| 1 | "Tập 1"  | 6 tháng 9 năm 2020   |
| Time nhập học tại trường Ritdha với mong muốn được gia nhập lớp Gifted, nhưng đàn anh Third cho cậu biết việc lớp Gifted đã bị đóng cửa do sự việc hỗn loạn xảy ra một năm trước, và thủ phạm là lớp Gifted khóa 15. Time đã tổ chức biểu tình nhằm yêu cầu nhà trường mở lại lớp Gifted. Khi vô tình theo dõi một nhóm học sinh (lớp Gifted khóa 15), Time đã nghe được sóng âm và đã khiến năng lực của cậu được kích hoạt. |          |                      |
| 2 | "Tập 2"  | 13 tháng 9 năm 2020  |
| Sau khi trở thành học sinh Gifted "không chính thức", Time được lớp Gifted khóa 15, đứng đầu bởi Pang, tình nguyện giúp đỡ nhằm tìm ra năng lực bản thân. Third nói rõ toàn bộ sự cố năm ngoái cho Time nghe. Khi Time bắt đầu nghi ngờ về kế hoạch của lớp Gifted khóa 15, năng lực của cậu đã thức tỉnh và cậu cố gắng ngăn cản điều này. |          |                      |
| 3 | "Tập 3"  | 20 tháng 9 năm 2020  |
| Time đã tìm ra năng lực của mình nhờ sự giúp đỡ của lớp Gifted khóa 15. Vào kỳ thi xếp lớp, Hiệu trưởng và thầy Pom tìm cách ngăn chặn kế hoạch phá rối kỳ thi của lớp Gifted khóa 15. Khi kế hoạch rơi vào bế tắc, Pang đã nhờ Time giúp đỡ nhưng liệu Time có nhận lời hay không? |          |                      |
| 4 | "Tập 4"  | 27 tháng 9 năm 2020  |
| Nhóm Anti-Gifted đã ăn cắp một chiếc lọ bí mật trong phòng của cô Darin, cô đã nhờ Third dùng năng lực để tìm kiếm nó. Trong khi điều tra, Third biết được mối quan hệ của Time với lớp Gifted khóa 15 và đã ép cậu khai ra, nhưng đúng lúc đó Time lên cơn đau đầu. Hiệu trưởng Supot đã cho kiểm tra sức khỏe của toàn bộ các học sinh Gifted khóa 16. Lớp Gifted khóa 15 đã khám phá ra bí mật kinh hoàng về chiếc lọ bị mất của cô Darin thông qua chiếc laptop bị vứt bỏ của cô. |          |                      |
| 5 | "Tập 5"  | 4 tháng 10 năm 2020  |
| Kết quả kiểm tra sức khỏe của toàn bộ lớp Gifted khóa 16 cho thấy, họ đã mắc phải 1 loại virus mang tên Nyx-88, loại virus chỉ ảnh hưởng tới những học sinh Gifted, chỉ có Grace là không bị nhiễm. Trong khi Hiệu trưởng, thầy Pom và cô Darin ra sức ngăn chặn dịch bệnh, lớp Gifted khóa 15 đã phát hiện ra một sự thật động trời liên quan đến thủ lĩnh nhóm Anti-Gifted. |          |                      |
| 6 | "Tập 6"  | 11 tháng 10 năm 2020 |
| Sau khi thân phận thật của Korn bị lộ, cậu đã bỏ trốn khỏi trường. Đúng lúc này, vì việc của Korn mà nội bộ lớp Gifted khóa 15 đã xảy ra cãi vã. Claire và Mon thuyết phục Pang tìm Korn để hỏi lý do cậu làm vậy trước khi Punn và Wave nhờ Bộ can thiệp. Khi điều tra, Pang bất ngờ gặp được một người mà cậu tưởng là đã chết. |          |                      |
| 7 | "Tập 7"  | 18 tháng 10 năm 2020 |
| Sau khi Korn tự tử và Time ra đi, nội bộ lớp Gifted khóa 15 càng ngày càng tan rã hơn. Bộ Giáo dục đổ mọi tội lỗi lên đầu Hiệu trưởng Supot và thầy Pom nhưng cả hai đã bỏ trốn trước khi bị Bộ bắt. Pang phát hiện Bộ không chú tâm chữa bệnh cho lớp Gifted khóa 16, nhưng lúc này lớp Gifted 15 đã quá chia rẽ để chống lại điều này. Khi mọi thứ đều bị dồn tới đường cùng, Pang phát hiện ra một sự thật tại một nhà máy bỏ hoang. |          |                      |
| 8 | "Tập 8"  | 25 tháng 10 năm 2020 |
| Khi đến nhà máy bỏ hoang, Pang phát hiện ra Hiệu trưởng và thầy Pom đã đưa Time ra khỏi trường để âm thầm trị bệnh và Time đã gần như khỏi bệnh. Ở nhà máy này, Hiệu trưởng đã kể cho Pang nghe về khởi đầu của lớp Gifted, và nó có liên quan đến hai người bạn của ông và ông Pichet. |          |                      |
| 9 | "Tập 9"  | 1 tháng 11 năm 2020  |
| Bí mật của lớp Gifted bị rò rỉ trên mạng, Bộ đã chuẩn bị một buổi thông cáo báo chí nhằm phơi bày sự thật về lớp. Pang, Wave, Time, Grace, Third đã cùng nhau ngăn cản không cho buổi thông cáo này xảy ra, nhưng khi họ tưởng rằng đã thành công thì một sự việc khác đã phát sinh. |          |                      |
| 10 | "Tập 10" | 8 tháng 11 năm 2020  |
| Khi nhóm của Pang tưởng rằng họ đã thành công ngăn cản Bộ, buổi thông cáo báo chí đã được diễn ra, nhưng người chủ trì không phải Bộ mà là Hiệu trưởng Supot. Ông đã công bố cho cả nước biết về sự thật của chương trình Gifted, đồng thời tuyên bố sẽ mở rộng chương trình ra toàn quốc. Sau đó, Hiệu trưởng đã kể cho Pang nghe thân phận thật sự của mình và cả phần còn lại của câu chuyện Pang được nghe kể lúc trước. |          |                      |
| 11 | "Tập 11" | 15 tháng 11 năm 2020 |
| Một người phụ nữ lạ mặt xuất hiện trước mặt Grace và thao túng cô để yêu cầu Time và Third tìm kiếm một người có thể đang nắm giữ phương pháp chữa bệnh và ngăn chặn sự lây lan của Nyx-88. Third nghi ngờ rằng năng lực của Grace đã thức tỉnh mà cô không hề hay biết. Sau khi ngăn cản buổi thông cáo báo chí thất bại, Pang đã bỏ trốn và Hiệu trưởng đã yêu cầu lớp Gifted khóa 15 nếu như biết về tung tích của Pang thì phải báo ngay cho ông biết, nếu không sẽ phải tự tiêm Nyx-88 vào cơ thể mình.                                                                                         |          |                      |
| 12 | "Tập 12" | 22 tháng 11 năm 2020 |
| Hiệu trưởng nhận thấy Grace là mối de dọa cho kế hoạch của mình, vì vậy ông đã đẩy nhanh tiến độ phát triển năng lực của Grace và phát hiện ra năng lực của cô vượt trội hơn so với mình. Trước đó, khi lấy được bản thiết kế máy bức xạ kháng virus, Grace đã nhờ Time và Third đưa nó cho Punn để cậu chế tạo chiếc máy. Khi chiếc máy hoàn thành. Korn tình nguyện sử dụng cỗ máy để điều trị Nyx-88. Ohm, Wave, thầy Pom và Chanon cùng nhau ngăn chặn kế hoạch của thầy Hiệu trưởng bằng cách tung toàn bộ sự thật về bài kiểm tra chọn lọc học sinh Gifted toàn quốc sắp diễn ra vào ngày mai. |          |                      |
| 13 | "Tập 13" | 29 tháng 11 năm 2020 |
| Sự thật về lớp Gifted bại lộ, công chúng toàn quốc phản đối mạnh mẽ khiến Hiệu trưởng Supot bị dồn vào bước đường cùng. Ông vẫn kiên quyết không chịu thua, nhưng Grace, Pang, Ohm, thầy Pom và Chanon đã tiến hành cuộc tấn công cuối cùng khiến ông phải chấp nhận thua cuộc. Sau đó, họ phải đặt dấu chấm hết cho cuộc chiến mà họ đã bắt đầu hai năm trước. |          |                      |